# Micropera cochinchinensis
Micropera cochinchinensis är en orkidéart som först beskrevs av Heinrich Gustav Reichenbach, och fick sitt nu gällande namn av Tang och Fa Tsuan Wang. Micropera cochinchinensis ingår i släktet Micropera och familjen orkidéer. Inga underarter finns listade i Catalogue of Life.